# ساي فيري
ساي فيري هي بحيرة متوسطة الحجم تقع في فنلندا. وهي تقع في منطقة سافو الشمالية في فنلندا، في بلديات كووبيو ولبنلاتي. البحيرة تنتمي إلى منطقة مستجمعات المياه الرئيسية فووكسي.